# Evangelische Kirche (Burgpreppach)

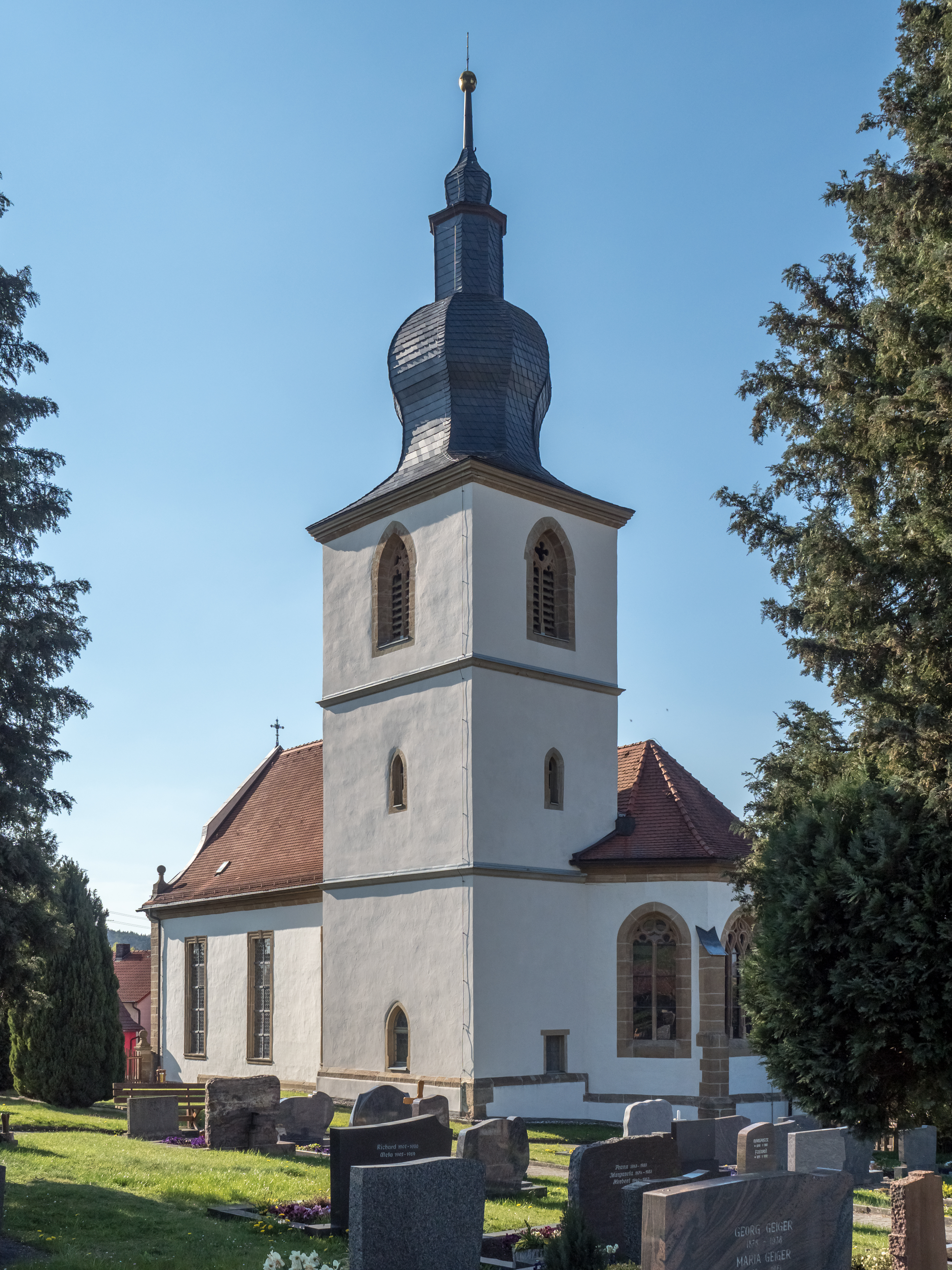
Evangelische Kirche (Burgpreppach)

Die evangelische Kirche Burgpreppach ist ein denkmalgeschütztes Kirchengebäude, das in Burgpreppach, einem Markt im Landkreis Haßberge (Unterfranken, Bayern) steht. Das Gotteshaus ließ Freiherr Georg Ernst Fuchs von Bimbach 1585/1586 errichten. Die Kirchengemeinde gehört zum Evangelisch-Lutherischen Dekanat Rügheim im Kirchenkreis Bayreuth der Evangelisch-Lutherischen Kirche in Bayern.

## Beschreibung
Der polygonal abgeschlossene Chor, dessen Wände von Strebepfeilern gestützt werden, und der südlich angebaute Kirchturm der Saalkirche wurden 1585 errichtet. Der Kirchturm ist durch Stockwerkgesimse in drei Geschosse gegliedert, das oberste beherbergt hinter den Klangarkaden den Glockenstuhl. Bedeckt ist der Kirchturm mit einer schiefergedeckten Welschen Haube. Das mit einem Satteldach bedeckte Langhaus, das im Osten einen Krüppelwalm hat, wurde 1734 nach Westen angefügt. 
Die Orgel mit 19 Registern, zwei Manualen und einem Pedal wurde 1751 von Johann Rudolf Voit gebaut und 1973 von Gerhard Schmid rekonstruiert.